# Соту-да-Велья
Соту-да-Велья (порт. Souto da Velha)  —  район (фрегезия) в Португалии,  входит в округ Браганса. Является составной частью муниципалитета  Торре-де-Монкорву. По старому административному делению входил в провинцию Траз-уж-Монтиш и Алту-Дору. Входит в экономико-статистический  субрегион Доуру, который входит в Северный регион. Население составляет 125 человек на 2001 год. Занимает площадь 12,38 км².